# JR貨物タキ1200形貨車
JR貨物タキ1200形貨車（JRかもつタキ1200がたかしゃ）は、2010年（平成22年）から2011年（平成23年）にかけて製造された、亜鉛焼鉱専用貨車（タンク車）である。

## 概要
金属亜鉛の製錬過程で生成する「亜鉛焼鉱」を輸送する貨車である。
非鉄金属メーカーである東邦亜鉛の小名浜製錬所にて焙焼された「亜鉛精鉱」は粒状の「亜鉛焼鉱」となりこのタキ1200形タンク車に積載される。その後、この亜鉛焼鉱は同社の主力工場である安中製錬所へと運ばれ製錬され、金属亜鉛となる。
タキ1200形は、この両製錬所間の輸送列車（通称「安中貨物」）に使用されてきたタキ15600形の老朽化に伴う後継車として開発された。開発に際しては、タキ15600形で75 km/hであった最高速度を95 km/hに引き上げることを主眼としており、基本的な形状や仕様などはタキ15600形を踏襲している。
日本車輌製造が製造を担当。2010年に量産先行車1両（1）が落成して各種試験が行なわれ、2011年3月に量産車19両（2 - 20）がわずかな仕様変更を受けて製造された。全車が東邦亜鉛株式会社所有の私有貨車で、日本貨物鉄道（JR貨物）の車籍を有する。
東日本大震災の影響もあり、量産車の落成後数ヶ月は目立った動きがなかったが、2011年6月25日から26日にかけて、全両数となる20両を1本の編成にまとめての試運転が熊谷貨物ターミナル駅 - 川崎貨物駅間で行われた。（営業運転時の組成両数は最大12両の予定である）その後、試運転などを兼ねて定期の製錬所間輸送列車にも組み込まれ、10月頃からタキ15600と混結する形で使用が開始された。
タキ1200形の落成の進捗に伴い､タキ15600形は順次廃車となった｡　また、トキ25000とともに運用に入っていることも確認されている。

## 仕様・構造
前述のとおり、基本仕様はタキ15600形に準じている。
積載荷重 40.3 t の粉粒体輸送用タンク貨車（タンク種別：第7種）である。タキ15600形の積載荷重 40t から 0.3t 増加され、編成全体（通常の12両使用）では約 3.6t の増量となる。
車両全長は 11,300 mm 、自重は 16.0 t（先行車両の-1では 15.4 t）で、記号番号表記は特殊標記符号「コ」（全長 12 m 以下）を前置し「コタキ」と標記する。専用種別標記は「亜鉛焼鉱専用」で、外部塗色は同社保有のトキ25000形に似た赤3号の近似色で、台車と連結器、一部機器は灰色1号となっている。
積荷はタンク体上部にある3箇所のハッチのうち両端の2箇所から投入し、タンク体中央下部に設けた取出口から搬出する。荷下ろし時の荷役装置としてエアスライド式という方法を採っている。このエアスライド式に関してはタキ15600形の仕様を参照のこと。上部中央のハッチは積み込み時に発生する粉塵を逃がすための開口部である。
台車はタキ1000形の FT21 形と同様の FT21A 形を採用しており、最高速度 95km/h を実現している。 FT21 形との違いは制輪子とブレーキ梁との取り付け構造が違うくらいである。ブレーキ装置はタキ15600形で採用された「積空切替機構」を併設した三圧式の CSD 方式（積空切替式自動空気ブレーキ）である。補助ブレーキは後位側車両端（常磐線内で下り方）の台枠上部に回転ハンドル式の手ブレーキを設けるが -1 のみは逆側に取り付けられている。
タキ15600形でタンク端部に張り出して付けられていた隣の車両への渡り板はこのタキ1200形では廃止され、端部の作業スペースのみに縞鋼板が付けられている。